# Lips (Computerspiel)
Lips ist ein Karaoke-Spiel von Microsoft Game Studios für die Xbox 360. Entwickelt wurde es vom japanischen Videospielehersteller iNiS.
Der Spieler muss bekannte Musikstücke aus dem Bereich Pop und Rock nachsingen. Wenn der Gesang sowohl rhythmisch als auch tonal mit dem Originalstück übereinstimmt, steigt die Punktebewertung. Im Unterschied zum Konkurrenzprodukt SingStar basiert die Bewertung bei Lips neben der gesanglichen Leistung zudem auf Gestikulationen mit dem bewegungsempfindlichen Mikrofon sowie perkussiven Effekten durch das Publikum mit Hilfe des Controllers.

## Spielmechanik
Die Spielmechanik in Lips ist der von SingStar und Karaoke Revolution ähnlich. Neben dem Einzelspieler-Modus können zwei Spieler an der Konsole im Duett singen oder in zahlreichen Mehrspielermodi gegeneinander antreten. Anders als in anderen Musikspielen (außer SingStar) wird das gesungene Lied nicht abgebrochen, wenn ein Spieler schlecht singt. Es kann kein Schwierigkeitsgrad eingestellt werden, aber es wird gute Leistung in den sechs Kategorien Tonlage, Stabilität, Rhythmus, Party, Technik sowie Performance belohnt. Bei bestehender Internetverbindung und vorhandenem Xbox-Live-Account wird die eigene Leistung in einer Rangliste veröffentlicht.
Spieler können ein digitales Musikgerät (zum Beispiel iPod) oder einen USB-Massenspeicher anschließen, um ihre eigene Musik zu singen. Das Spiel regelt die Stimme des Originalsängers herunter und vergibt Punkte wie bei den bereits inkludierten Liedern. Der einzige Unterschied ist, dass keine Liedtexte am Bildschirm angezeigt werden. Spieler können auch ihre Xbox 360 mit einem Computer verbinden und zum Beispiel über das Windows Media Center Songs streamen oder über das integrierte Downloadportal (Xbox Live Marketplace) gewünschte Lieder herunterladen.
Lips wird zusammen mit zwei bewegungssensitiven kabellosen Mikrofonen angeboten. Ein zweiter Spieler kann nahtlos in ein gerade laufendes Spiel einsteigen, indem er das zweite Mikrofon schüttelt. Die Mikrofone können auch benutzt werden um Gesten vorzuführen die das Spiel vorgibt, um so Extrapunkte zu erhalten.

## Sonstiges
Im April 2009 erschien ein Softwareupdate, das einige Fehler im Spiel ausmerzen und neue Features bieten sollte. Die Änderungen beinhalteten unter anderem:
- Integration einer Online-Highscoreliste
- ein neues Kalibrierungssystem, das bisherige Diskrepanzen bei neueren Fernsehgeräten verhindern soll
- Nachrichtenanzeiger im Spiel, der auf neuen Downloadinhalt aufmerksam macht
- Überarbeitung der Tonerkennung um die Unterscheidung zwischen Sprechen und Singen zu verbessern[1]
- Kompatibilität der Mikrofone mit den Xbox-360-Spielen Guitar Hero: Metallica und Rock Band 2.[2]

Mit dem Erscheinen von Lips: Number One Hits wurden einige Neuerungen und Veränderungen eingeführt:
- Freestyle-Modus für eigene Musik
- Textvorschau am Ende einer Linie
- Einbindung der eigenen Xbox-360-Avatare inkl. neuer Accessoires
- Pokalsystem (Bronze, Silber, Gold, Diamant) in Abhängigkeit vom Rang in der Bestenliste
- Änderung der Liedauswahl durch Diskwechsel im laufenden Spiel

Des Weiteren wurde ein Bugfix veröffentlicht, da einige Songs, welche mit der original Lips-CD über den Xbox Live Marketplace erworben wurden, beim Nachfolger nicht mehr verfügbar sind. Die fehlenden Songs können nur manuell durch erneuten (kostenlosen) Download eingebunden werden.

## Kritik
Lips erhielt nur durchschnittliche Wertungen. Der Schnitt auf Metacritic betrug 71 Punkte, auf GameRankings 72,31 Prozent und auf Gamestats 6,9 Punkte (Stand: August 2025).
Positive Erwähnung fand die gute Liederauswahl, der Spielspaß im Mehrspielermodus und die sehr guten kabellosen Mikrofone.

“If you’re having a party with karaoke-loving friends, then Lips will offer an evening's worth of solid entertainment. The wireless microphones are convenient and innovative, and they make it difficult to go back to corded models afterwards. The song selection is also excellent, with 40 songs that are varied in style but united in anthemic quality.”

„Wenn du eine Party mit Karaoke-liebenden Freunden hast, wird Lips einen soliden unterhaltsamen Abend bieten. Die kabellosen Mikrophone sind praktisch und innovativ und erschweren den späteren Rückgang zu Modellen mit Kabel. Die Liederauswahl ist auch exzellent, mit 40 Liedern die im Stil variieren aber die gute Qualität gemeinsam haben.“

“The interface is remarkably easy to use, the initial track list is solid and the motion-sensitive light-up microphones are outstanding.”

„Das Interface ist in seiner Nutzung außergewöhnlich einfach, die anfängliche Songliste ist solide und die bewegungssensitiven Mikrofone hervorragend.“

„Die kabellosen und blinken Mikrofone liegen hervorragend in der Hand und sind super verarbeitet, während man mit Xbox Live die perfekte Grundlage für den Aufbau einer starken Gesangs-Community hat.“

Negativ beanstandet wurde das nur kurzweilige Spielprinzip und der anspruchslose Spielablauf aufgrund fehlender Schwierigkeitsgrade.

“[…] the nonexistent difficulty level means this is a game with practically no appeal for single players […]”

„[…] der nicht-existente Schwierigkeitsgrad bedeutet, dass dieses Spiel praktisch keinen Reiz für Einzelspieler hat […]“

“This isn’t a game that will provide you hours of solo enjoyment on a rainy Sunday afternoon, and if you’re expecting a full-featured music game on par with Rock Band or Guitar Hero, I’d advice against picking up Lips. For hardcore gamers, there’s nothing even remotely challenging about Lips […]”

„Dies ist kein Spiel, das dich an einem regnerischen Sonntagabend, für Stunden mit Solospaß versorgt, und wenn du ein vollwertiges Musikspiel erwartest das auf einer Augenhöhe mit Rock Band oder Guitar Hero liegt, würde ich einen Kauf von Lips nicht empfehlen. Für Hardcore-Spieler ist Lips nicht einmal ansatzweise herausfordernd.“

„Ohne Kameraunterstützung und keiner Möglichkeit zum Speichern der Audio-Aufnahmen, Videos oder Fotos spielen Onlinefunktionen bis auf den noch dürftig gefüllten Song-Store und das Herumschicken von Herausforderungen keine Rolle. Eine Schande, wenn man bedenkt, was Sony mit SingStar in dieser Richtung alles macht! Und auch bei den Spielmodi gerät man trotz lustiger Minispiele ins Hintertreffen und hat für eine Partygruppe nicht viel zu bieten. Daneben vermisst man unterschiedliche Schwierigkeitsgrade und ein nachvollziehbares Punktesystem […]“

## Lips-Spiele
- 2008: Lips
- 2009: Lips: Number One Hits[8]
- 2009: Lips: Deutsche Partyknaller[9]
- 26. Februar 2010: Lips: Party Classics[10]
- 29. März 2010: Lips: I love the 80s[11]

## Titellisten
| - 36 Grad – 2raumwohnung - The Sign – Ace of Base - No One – Alicia Keys - Complicated – Avril Lavigne - Irreplaceable – Beyoncé                               | - Call Me – Blondie - With You – Chris Brown - Yellow – Coldplay - Lebt denn dr alte Holzmichl noch? – De Randfichten - Personal Jesus – Depeche Mode                                          |
| - White Flag – Dido - Ein Stern (… der deinen Namen trägt) – DJ Ötzi feat. Nik P. - Mercy – Duffy - Emanuela – Fettes Brot - Lemon Tree – Fools Garden         | - Ring of Fire – Johnny Cash - Ruby – Kaiser Chiefs - Love at First Sight – Kylie Minogue - Bleeding Love – Leona Lewis - Makes Me Wonder – Maroon 5                                           |
| - You’re My Heart, You’re My Soul – Modern Talking - Rome Wasn’t Built in a Day – Morcheeba - 99 Luftballons – Nena - In Bloom – Nirvana - Augen auf! – Oomph! | - Young Folks – Peter Bjorn and John - Major Tom (völlig losgelöst) – Peter Schilling - Wenn jetzt Sommer wär – Pohlmann - Another One Bites the Dust – Queen - Fake Plastic Trees – Radiohead |
| - I Wanna Be Sedated – Ramones - Supergirl – Reamonn - Umbrella – Rihanna - Frauen regier’n die Welt – Roger Cicero - Santa Maria – Roland Kaiser              | - Listen to Your Heart – Roxette - Amazing – Seal - ABC – The Jackson Five - Dieser Weg – Xavier Naidoo - Erinner mich dich zu vergessen – Yvonne Catterfeld                                   |

| - California Love – 2Pac feat. Dr. Dre & Roger Troutman - Don’t Matter – Akon - Barbie Girl – Aqua - The Tide Is High (Get the Feeling) – Atomic Kitten - Loser – Beck                 | - Don’t Phunk with My Heart – Black Eyed Peas - Heart of Glass – Blondie - Love Generation – Bob Sinclar - Don’t Worry, Be Happy – Bobby McFerrin - Bubbly – Colbie Caillat                |
| - Viva la Vida – Coldplay - Karma Chameleon – Culture Club - (I Just) Died in Your Arms – Cutting Crew - Hey Baby – DJ Ötzi - More Than Words – Extreme                                | - Big Girls Don’t Cry – Fergie - She Drives Me Crazy – Fine Young Cannibals - Broken Strings – James Morrison feat. Nelly Furtado - I’m Yours – Jason Mraz - Heartless – Kanye West        |
| - Just Dance – Lady Gaga feat. Colby O’Donis - The Fear – Lily Allen - Around the Way Girl – LL Cool J - Touch My Body – Mariah Carey - I Heard It Through the Grapevine – Marvin Gaye | - U Can’t Touch This – MC Hammer - How You Remind Me – Nickelback - Always on My Mind – Pet Shop Boys - Hey There Delilah – Plain White T’s - Disturbia – Rihanna                          |
| - Millennium – Robbie Williams - The Look – Roxette - Oh, Pretty Woman – Roy Orbison - I Don’t Feel Like Dancing – Scissor Sisters - Push the Button – Sugababes                       | - Everybody Wants to Rule the World – Tears for Fears - I Get Around – The Beach Boys - Lovefool – The Cardigans - Apologize – Timbaland feat. OneRepublic - Ready, Set, Go! – Tokio Hotel |

| - Besser geht’s nicht – 2raumwohnung - Ein Engel kein König – Auletta - Gib mir noch Zeit – Blümchen - Captain Jack – Captain Jack - Lovesongs (They Kill Me) – Cinema Bizarre                   | - Ey DJ – Culcha Candela - Hamma! – Culcha Candela - Millionär – Die Prinzen - Eisblumen – Eisblume - Nach dem Goldrausch – Fotos                                                                                            |
| - Käsebrot – Helge Schneider - Viva Colonia – Höhner - Stark – Ich + Ich - So soll es bleiben – Ich + Ich - Klar – Jan Delay                                                                     | - Himalaya – Jennifer Rostock - Dieses Leben – Juli - Perfekte Welle – Juli - Kling Klang – Keimzeit - Zwei Herzen – Klee |
| - Verdammt, ich lieb’ Dich – Matthias Reim - Shame – Monrose - The Colour of Snow – Polarkreis 18 - Allein Allein – Polarkreis 18 - Through the Eyes of a Child – Reamonn                        | - Ich bin ich (wir sind wir) – Rosenstolz - Gib mir Sonne – Rosenstolz - Ich kenne nichts (das so schön ist wie du) – RZA feat. Xavier Naidoo - Bis die Sonne rauskommt – Samy Deluxe - Maria Magdalena – Sandra             |
| - Wind of Change – Scorpions - Und wenn ein Lied – Söhne Mannheims - ’54, ’74, ’90, 2010 – Sportfreunde Stiller - So ein schöner Tag (Fliegerlied) – Tim Toupet - Durch den Monsun – Tokio Hotel | - Sex Bomb – Tom Jones feat. Mousse T. - Da, Da, Da, ich lieb’ dich nicht – Trio - Ein ganzer Sommer – Virginia Jetzt! - Gekommen um zu bleiben – Wir sind Helden feat. Max Raabe - Sierra Madre – Zillertaler Schürzenjäger |

| - What’s Up – 4 Non Blondes - Black Velvet – Alannah Myles - Rehab – Amy Winehouse - Doctor Jones – Aqua - Let’s Get It Started – Black Eyed Peas                               | - Word Up – Cameo - Tubthumping – Chumbawamba - Rhythm of the Night – DeBarge - Groove Is in the Heart – Deee-Lite - I Touch Myself – Divinyls                   |
| - American Pie – Don McLean - Son of a Preacher Man – Dusty Springfield - I Want to Know What Love Is – Foreigner - I Will Survive – Gloria Gaynor - Laid – James               | - You’re Beautiful – James Blunt - Rock and Roll All Nite – Kiss - Sweet Home Alabama – Lynyrd Skynyrd - She Will Be Loved – Maroon 5 - To Be with You – Mr. Big |
| - These Boots Are Made for Walking – Nancy Sinatra - True Faith – New Order - Live Is Life – Opus - When a Man Loves a Woman – Percy Sledge - Every Rose Has Its Thorn – Poison | - Shiny Happy People – R.E.M. - Im Too Sexy – Right Said Fred - Addicted to Love – Robert Palmer - Kiss Me – Sixpence None the Richer - Wannabe – Spice Girls    |
| - Love Shack – The B-52s - Friday I’m in Love – The Cure - My Sharona – The Knack - Brass in Pocket – The Pretenders - Unchained Melody – The Righteous Brothers                | - I Think We’re Alone Now – Tiffany - It’s Not Unusual – Tom Jones - Red Red Wine – UB40 - Y.M.C.A. – Village People - Is This Love – Whitesnake                 |

| - The Look of Love – ABC - Forever Young – Alphaville - Cruel Summer – Bananarama - Dreaming – Blondie - Video Killed the Radio Star – The Buggles                                  | - You’re the Inspiration – Chicago - Don’t Leave Me This Way – The Communards - Do You Really Want to Hurt Me – Culture Club - Boys Don’t Cry – The Cure - Let’s Dance – David Bowie |
| - Whip It – Devo - Come On Eileen – Dexys Midnight Runners - Rio – Duran Duran - Mirror in the Bathroom – The Beat - A Little Respect – Erasure                                     | - A Good Heart – Feargal Sharkey - Relax – Frankie Goes to Hollywood - The Power Of Love – Huey Lewis & the News - Don’t You Want Me – Human League - Centerfold – J. Geils Band     |
| - Bad Reputation – Joan Jett und The Blackhearts - Too Shy – Kajagoogoo - Walking on Sunshine – Katrina and the Waves - Bette Davis Eyes – Kim Carnes - Kids in America – Kim Wilde | - Celebration – Kool & the Gang - Our House – Madness - Blue Monday ’88 – New Order - The Riddle – Nik Kershaw - Love Is a Battlefield – Pat Benatar                                 |
| - Roxanne – The Police - Don’t Get Me Wrong – The Pretenders - Super Freak – Rick James - Alive and Kicking – Simple Minds - Tainted Love – Soft Cell                               | - Gold – Spandau Ballet - Shout – Tears for Fears - Mickey – Toni Basil - Vienna – Ultravox - Don’t Go – Yazoo                                                                       |

| Titel                                                     | Künstler                                | Release-Datum |
| --------------------------------------------------------- | --------------------------------------- | ------------- |
| Take On Me                                                | a-ha                                    | 21. Nov. 2008 |
| Bust a Move                                               | Young MC                                | 21. Nov. 2008 |
| Chasing Pavements                                         | Adele                                   | 21. Nov. 2008 |
| Violet Hill                                               | Coldplay                                | 21. Nov. 2008 |
| No Substitute Love                                        | Estelle                                 | 21. Nov. 2008 |
| The Remedy (I Won’t Worry)                                | Jason Mraz                              | 21. Nov. 2008 |
| All Star                                                  | Smash Mouth                             | 21. Nov. 2008 |
| Give a Little Bit                                         | Supertramp                              | 28. Nov. 2008 |
| A Thousand Miles                                          | Vanessa Carlton                         | 28. Nov. 2008 |
| Blue Christmas                                            | Elvis Presley                           | 28. Nov. 2008 |
| S.O.S                                                     | Jonas Brothers                          | 5. Dez. 2008  |
| Hannukah Blessings                                        | Barenaked Ladies                        | 5. Dez. 2008  |
| The Dreidel Song                                          | Sister Hazel                            | 5. Dez. 2008  |
| It’s the Most Wonderful Time of the Year                  | Andy Williams                           | 5. Dez. 2008  |
| Rudolph, the Red-Nosed Reindeer                           | Gene Autry                              | 5. Dez. 2008  |
| Rockin' Around the Christmas Tree                         | Brenda Lee                              | 12. Dez. 2008 |
| A Holly Jolly Christmas                                   | Burl Ives                               | 12. Dez. 2008 |
| The Christmas Song (Merry Christmas To You)               | Nat King Cole                           | 12. Dez. 2008 |
| Santa Baby                                                | Kylie Minogue                           | 12. Dez. 2008 |
| White Christmas                                           | Bing Crosby                             | 12. Dez. 2008 |
| Over My Head (Cable Car)                                  | The Fray                                | 12. Dez. 2008 |
| Every Little Step                                         | Bobby Brown                             | 19. Dez. 2008 |
| Prisoner of Society                                       | The Living End                          | 19. Dez. 2008 |
| Virtual Insanity                                          | Jamiroquai                              | 19. Dez. 2008 |
| What’s Love Got to Do with It                             | Tina Turner                             | 19. Dez. 2008 |
| New Shoes                                                 | Paolo Nutini                            | 26. Dez. 2008 |
| What Is Love                                              | Haddaway                                | 26. Dez. 2008 |
| Somethin’ Stupid                                          | Robbie Williams und Nicole Kidman       | 26. Dez. 2008 |
| Where Did Our Love Go                                     | The Supremes                            | 2. Jan. 2009  |
| Be Good Johnny                                            | Men at Work                             | 2. Jan. 2009  |
| Let’s Groove                                              | Earth, Wind and Fire                    | 2. Jan. 2009  |
| Superstar                                                 | Jamelia                                 | 2. Jan. 2009  |
| People Are People                                         | Depeche Mode                            | 9. Jan. 2009  |
| Suddenly I See                                            | KT Tunstall                             | 9. Jan. 2009  |
| You’ve Lost That Lovin’ Feelin’                           | Righteous Brothers                      | 9. Jan. 2009  |
| Erase/Rewind                                              | The Cardigans                           | 16. Jan. 2009 |
| When I Grow Up                                            | Pussycat Dolls                          | 16. Jan. 2009 |
| Thnks fr th Mmrs                                          | Fall Out Boy                            | 16. Jan. 2009 |
| Look What You’ve Done                                     | Jet                                     | 23. Jan. 2009 |
| Hate That I Love You                                      | Rihanna feat. Ne-Yo                     | 23. Jan. 2009 |
| Sunday Morning                                            | Maroon 5                                | 23. Jan. 2009 |
| Take a Bow                                                | Rihanna                                 | 30. Jan. 2009 |
| Water Runs Dry                                            | Boyz II Men                             | 30. Jan. 2009 |
| In My Place                                               | Coldplay                                | 30. Jan. 2009 |
| Fallin’                                                   | Alicia Keys                             | 6. Feb. 2009  |
| Building a Mystery                                        | Sarah McLachlan                         | 6. Feb. 2009  |
| Buttons                                                   | Pussycat Dolls                          | 6. Feb. 2009  |
| Magic                                                     | Olivia Newton-John                      | 13. Feb. 2009 |
| My Happy Ending                                           | Avril Lavigne                           | 13. Feb. 2009 |
| How to Save a Life                                        | The Fray                                | 13. Feb. 2009 |
| Swing Life Away                                           | Rise Against                            | 20. Feb. 2009 |
| Speed Up                                                  | Funkerman                               | 20. Feb. 2009 |
| In the Shadows                                            | The Rasmus                              | 20. Feb. 2009 |
| The Adventure                                             | Angels & Airwaves                       | 27. Feb. 2009 |
| Amber                                                     | 311                                     | 27. Feb. 2009 |
| Shake It                                                  | Metro Station                           | 27. Feb. 2009 |
| Hook Me Up                                                | The Veronicas                           | 6. März 2009  |
| Lips of an Angel                                          | Hinder                                  | 6. März 2009  |
| The Scientist                                             | Coldplay                                | 6. März 2009  |
| Speed of Sound                                            | Coldplay                                | 13. März 2009 |
| The Great Escape                                          | Boys Like Girls                         | 13. März 2009 |
| Down on the Corner                                        | Creedence Clearwater Revival            | 13. März 2009 |
| Won’t Go Home Without You                                 | Maroon 5                                | 20. März 2009 |
| Reunited                                                  | Peaches & Herb                          | 20. März 2009 |
| Who'll Stop the Rain                                      | Creedence Clearwater Revival            | 20. März 2009 |
| I’ll Make Love to You                                     | Boyz II Men                             | 27. März 2009 |
| Bound for the Floor                                       | Local H                                 | 27. März 2009 |
| Sugar We’re Goin Down                                     | Fall Out Boy                            | 27. März 2009 |
| Bad Moon Rising                                           | Creedence Clearwater Revival            | 3. Apr. 2009  |
| Wish You Were Here                                        | Incubus                                 | 3. Apr. 2009  |
| Looking Out My Back Door                                  | Creedence Clearwater Revival            | 3. Apr. 2009  |
| Closer                                                    | Ne-Yo                                   | 10. Apr. 2009 |
| So Sick                                                   | Ne-Yo                                   | 10. Apr. 2009 |
| Kryptonite                                                | 3 Doors Down                            | 10. Apr. 2009 |
| All My Life                                               | K-Ci & Jojo                             | 17. Apr. 2009 |
| Sing                                                      | Travis                                  | 17. Apr. 2009 |
| Love Today                                                | Mika                                    | 17. Apr. 2009 |
| Ocean Avenue                                              | Yellowcard                              | 24. Apr. 2009 |
| Linger                                                    | The Cranberries                         | 24. Apr. 2009 |
| Dance Floor Anthem                                        | Good Charlotte                          | 24. Apr. 2009 |
| Why Does It Always Rain on Me?                            | Travis                                  | 1. Mai 2009   |
| Hard to Handle                                            | The Black Crowes                        | 1. Mai 2009   |
| You Get What You Give                                     | New Radicals                            | 1. Mai 2009   |
| Turning Japanese                                          | The Vapors                              | 8. Mai 2009   |
| Clocks                                                    | Coldplay                                | 8. Mai 2009   |
| Take Me Home, Country Roads                               | John Denver                             | 8. Mai 2009   |
| Mr. Telephone Man                                         | New Edition                             | 15. Mai 2009  |
| Cool It Now                                               | New Edition                             | 15. Mai 2009  |
| If It Isn’t Love                                          | New Edition                             | 15. Mai 2009  |
| Lollipop                                                  | Mika                                    | 15. Mai 2009  |
| Achy Breaky Heart                                         | Billy Ray Cyrus                         | 22. Mai 2009  |
| 100 Years                                                 | Five for Fighting                       | 22. Mai 2009  |
| I Miss You                                                | blink-182                               | 22. Mai 2009  |
| Life Is a Rollercoaster                                   | Ronan Keating                           | 29. Mai 2009  |
| Chasing Cars                                              | Snow Patrol                             | 29. Mai 2009  |
| I Alone                                                   | Live                                    | 29. Mai 2009  |
| Somewhere Only We Know                                    | Keane                                   | 5. Juni 2009  |
| Joey                                                      | Concrete Blonde                         | 5. Juni 2009  |
| Shake the World                                           | ForeverGirl                             | 5. Juni 2009  |
| Love You Anyway                                           | Boyzone                                 | 11. Juni 2009 |
| Freak Like Me                                             | Sugababes                               | 12. Juni 2009 |
| Spiraling                                                 | Keane                                   | 12. Juni 2009 |
| Take Back the City                                        | Snow Patrol                             | 19. Juni 2009 |
| Radar Love                                                | Golden Earring                          | 19. Juni 2009 |
| Love Like This                                            | Natasha Bedingfield feat. Sean Kingston | 19. Juni 2009 |
| Ice Ice Baby                                              | Vanilla Ice                             | 26. Juni 2009 |
| I Want You to Want Me (Live at Budokan)                   | Cheap Trick                             | 26. Juni 2009 |
| Shut Up                                                   | Black Eyed Peas                         | 26. Juni 2009 |
| Baby Got Back                                             | Sir Mix-a-Lot                           | 3. Juli 2009  |
| The Next Movement                                         | The Roots                               | 3. Juli 2009  |
| Get the Party Started                                     | P!nk                                    | 3. Juli 2009  |
| Don’t Let Me Get Me                                       | P!nk                                    | 10. Juli 2009 |
| So What                                                   | P!nk                                    | 10. Juli 2009 |
| Just So You Know                                          | Jesse McCartney                         | 10. Juli 2009 |
| Hey Mama                                                  | Black Eyed Peas                         | 17. Juli 2009 |
| Can I Get Get Get                                         | Junior Senior                           | 17. Juli 2009 |
| Right Here Waiting                                        | Richard Marx                            | 17. Juli 2009 |
| Upside Down                                               | Diana Ross                              | 24. Juli 2009 |
| Let’s Stay Together                                       | Al Green                                | 24. Juli 2009 |
| I’m Coming Out                                            | Diana Ross                              | 24. Juli 2009 |
| It’s Not The Fall That Hurts                              | Caesars                                 | 31. Juli 2009 |
| Yo (Excuse Me Miss)                                       | Chris Brown                             | 31. Juli 2009 |
| Song for Whoever                                          | The Beautiful South                     | 31. Juli 2009 |
| The Future’s So Bright, I Gotta Wear Shades               | Timbuk 3                                | 7. Aug. 2009  |
| Love Is Gone                                              | David Guetta und Chris Willis           | 7. Aug. 2009  |
| With Every Heartbeat                                      | Robyn                                   | 14. Aug. 2009 |
| The Road to Mandalay                                      | Robbie Williams                         | 14. Aug. 2009 |
| Talk                                                      | Coldplay                                | 21. Aug. 2009 |
| Angel                                                     | Shaggy                                  | 21. Aug. 2009 |
| Proud Mary                                                | Creedence Clearwater Revival            | 27. Aug. 2009 |
| Shut Up and Drive                                         | Rihanna                                 | 27. Aug. 2009 |
| We Will Become Silhouettes                                | The Postal Service                      | 4. Sep. 2009  |
| Everything About You                                      | Ugly Kid Joe                            | 4. Sep. 2009  |
| Such Great Heights                                        | The Postal Service                      | 11. Sep. 2009 |
| Nine in the Afternoon                                     | Panic! at the Disco                     | 11. Sep. 2009 |
| Sometime Around Midnight                                  | The Airborne Toxic Event                | 18. Sep. 2009 |
| An Honest Mistake                                         | The Bravery                             | 18. Sep. 2009 |
| You Ain’t Seen Nothing Yet                                | Bachman-Turner Overdrive                | 25. Sep. 2009 |
| My Lovin' (You’re Never Gonna Get It)                     | En Vogue                                | 25. Sep. 2009 |
| Breakfast at Tiffany’s                                    | Deep Blue Something                     | 2. Dez. 2009  |
| Always                                                    | Erasure                                 | 2. Okt. 2009  |
| Barely Breathing                                          | Duncan Sheik                            | 9. Okt. 2009  |
| Return of the Mack                                        | Mark Morrison                           | 9. Okt. 2009  |
| Chains of Love                                            | Erasure                                 | 16. Okt. 2009 |
| Lucky                                                     | Jason Mraz                              | 16. Okt. 2009 |
| Baby Love                                                 | The Supremes                            | 16. Okt. 2009 |
| Stop! In the Name of Love                                 | The Supremes                            | 23. Okt. 2009 |
| You Can’t Hurry Love                                      | The Supremes                            | 23. Okt. 2009 |
| I’ll Stand by You                                         | The Pretenders                          | 23. Okt. 2009 |
| Nothing’s Gonna Change My Love for You                    | Glenn Medeiros                          | 30. Okt. 2009 |
| Hold On                                                   | En Vogue                                | 30. Okt. 2009 |
| Angel of the Morning                                      | Juice Newton                            | 30. Okt. 2009 |
| Shy Boy                                                   | Bananarama                              | 6. Nov. 2009  |
| You Keep Me Hangin’ On                                    | The Supremes                            | 6. Nov. 2009  |
| Let’s Get It On                                           | Marvin Gaye                             | 6. Nov. 2009  |
| How Sweet It Is to Be Loved By You                        | Marvin Gaye                             | 13. Nov. 2009 |
| What’s Going On                                           | Marvin Gaye                             | 13. Nov. 2009 |
| Fallin’ for You                                           | Colbie Caillat                          | 13. Nov. 2009 |
| Realize                                                   | Colbie Caillat                          | 20. Nov. 2009 |
| The Little Things                                         | Colbie Caillat                          | 20. Nov. 2009 |
| Eh Eh (Nothing Else I Can Say)                            | Lady Gaga                               | 20. Nov. 2009 |
| LoveGame                                                  | Lady Gaga                               | 27. Nov. 2009 |
| Poker Face                                                | Lady Gaga                               | 27. Nov. 2009 |
| Baby, It’s Cold Outside                                   | Margaret Whiting                        | 2. Dez. 2009  |
| Papa Was a Rollin’ Stone                                  | The Temptations                         | 4. Dez. 2009  |
| Ain’t Too Proud to Beg                                    | The Temptations                         | 4. Dez. 2009  |
| My Girl                                                   | The Temptations                         | 4. Dez. 2009  |
| Istanbul (Not Constantinople)                             | They Might Be Giants                    | 11. Dez. 2009 |
| I Don’t Want to Wait                                      | Paula Cole                              | 11. Dez. 2009 |
| Alone                                                     | Heart                                   | 11. Dez. 2009 |
| Silver Bells                                              | Dean Martin                             | 16. Dez. 2009 |
| Forever Your Girl                                         | Paula Abdul                             | 18. Dez. 2009 |
| Opposites Attract                                         | Paula Abdul                             | 18. Dez. 2009 |
| Rush Rush                                                 | Paula Abdul                             | 18. Dez. 2009 |
| Silent Night                                              | Dean Martin                             | 18. Dez. 2009 |
| I’ll Be Home for Christmas                                | Dean Martin                             | 18. Dez. 2009 |
| Right Round                                               | Flo Rida                                | 25. Dez. 2009 |
| Blister in the Sun                                        | Violent Femmes                          | 25. Dez. 2009 |
| Think                                                     | Aretha Franklin                         | 25. Dez. 2009 |
| Love Machine (Part 1)                                     | The Miracles                            | 1. Jan. 2010  |
| I Second That Emotion                                     | Smokey Robinson und The Miracles        | 1. Jan. 2010  |
| The Tracks of My Tears                                    | Smokey Robinson und The Miracles        | 1. Jan. 2010  |
| Lean on Me                                                | Club Nouveau                            | 8. Jan. 2010  |
| Baby When the Light                                       | David Guetta feat. Cozi                 | 8. Jan. 2010  |
| Homecoming                                                | Kanye West feat. Chris Martin           | 8. Jan. 2010  |
| Schnappi                                                  | Schnappi                                | 15. Jan. 2010 |
| Baby, du siehst gut aus!                                  | Bakkushan                               | 15. Jan. 2010 |
| Ring My Bell                                              | Anita Ward                              | 15. Jan. 2010 |
| Mustang Sally                                             | Wilson Pickett                          | 15. Jan. 2010 |
| Soul Meets Body                                           | Death Cab for Cutie                     | 15. Jan. 2010 |
| Ordinary Day                                              | Vanessa Carlton                         | 22. Jan. 2010 |
| Little Lies                                               | Fleetwood Mac                           | 22. Jan. 2010 |
| Tripping                                                  | Robbie Williams                         | 22. Jan. 2010 |
| Gypsy Woman (She’s Homeless)                              | Crystal Waters                          | 29. Jan. 2010 |
| Carnival                                                  | The Cardigans                           | 29. Jan. 2010 |
| My Favourite Game                                         | The Cardigans                           | 29. Jan. 2010 |
| Ain’t No Mountain High Enough                             | Marvin Gaye & Tammi Terrell             | 5. Feb. 2010  |
| Ain’t Nothing Like the Real Thing                         | Marvin Gaye & Tammi Terrell             | 5. Feb. 2010  |
| You’re All I Need to Get By                               | Marvin Gaye & Tammi Terrell             | 5. Feb. 2010  |
| Love Stinks                                               | J. Geils Band                           | 12. Feb. 2010 |
| Sex and Candy                                             | Marcy Playground                        | 12. Feb. 2010 |
| Cherish                                                   | The Association                         | 12. Feb. 2010 |
| Lips: Party Classics Song Medley                          | VA                                      | 19. Feb. 2010 |
| Paparazzi                                                 | Lady Gaga                               | 19. Feb. 2010 |
| High                                                      | James Blunt                             | 19. Feb. 2010 |
| Spitting Games                                            | Snow Patrol                             | 19. Feb. 2010 |
| Hip Hop Hooray                                            | Naughty by Nature                       | 26. Feb. 2010 |
| Free Bird                                                 | Lynyrd Skynyrd                          | 26. Feb. 2010 |
| Mr. Vain                                                  | Culture Beat                            | 26. Feb. 2010 |
| Brick House                                               | The Commodores                          | 5. März 2010  |
| Easy                                                      | The Commodores                          | 5. März 2010  |
| Three Times a Lady                                        | The Commodores                          | 5. März 2010  |
| Sexy Love                                                 | Ne-Yo                                   | 12. März 2010 |
| Happy Hour                                                | The Housemartins                        | 12. März 2010 |
| Breathless                                                | The Corrs                               | 12. März 2010 |
| Sugar, Sugar                                              | The Archies                             | 19. März 2010 |
| If You Don’t Know Me by Now                               | Simply Red                              | 19. März 2010 |
| Do You Believe in Love                                    | Huey Lewis & the News                   | 19. März 2010 |
| Sunrise                                                   | Norah Jones                             | 26. März 2010 |
| Come Away with Me                                         | Norah Jones                             | 26. März 2010 |
| Don’t Know Why                                            | Norah Jones                             | 26. März 2010 |
| Reach Out I’ll Be There                                   | The Four Tops                           | 2. Apr. 2010  |
| I Can’t Help Myself (Sugar Pie Honey Bunch)               | The Four Tops                           | 2. Apr. 2010  |
| Baby I Need Your Loving                                   | The Four Tops                           | 2. Apr. 2010  |
| Straight Up                                               | Paula Abdul                             | 2. Apr. 2010  |
| Pop Muzik                                                 | M                                       | 2. Apr. 2010  |
| Ordinary World                                            | Duran Duran                             | 2. Apr. 2010  |
| I Found Someone                                           | Cher                                    | 9. Apr. 2010  |
| The Safety Dance                                          | Men Without Hats                        | 9. Apr. 2010  |
| Breakaway                                                 | Tracey Ullman                           | 9. Apr. 2010  |
| Mad World                                                 | Tears for Fears                         | 9. Apr. 2010  |
| I Melt with You                                           | Modern English                          | 16. Apr. 2010 |
| I Can Dream About You                                     | Dan Hartman                             | 16. Apr. 2010 |
| Obsession                                                 | Animotion                               | 16. Apr. 2010 |
| Rapture                                                   | Blondie                                 | 16. Apr. 2010 |
| Strangelove                                               | Depeche Mode                            | 23. Apr. 2010 |
| She Works Hard for the Money                              | Donna Summer                            | 23. Apr. 2010 |
| Road to Nowhere                                           | Talking Heads                           | 23. Apr. 2010 |
| Major Tom (Coming Home)                                   | Peter Schilling                         | 23. Apr. 2010 |
| Head over Heels                                           | The Go-Go’s                             | 30. Apr. 2010 |
| Our Lips Are Sealed                                       | The Go-Go’s                             | 30. Apr. 2010 |
| We Got the Beat                                           | The Go-Go’s                             | 30. Apr. 2010 |
| Going Back to Cali                                        | LL Cool J                               | 30. Apr. 2010 |
| The Climb                                                 | Miley Cyrus                             | 7. Mai 2010   |
| See You Again                                             | Miley Cyrus                             | 7. Mai 2010   |
| Fly on the Wall                                           | Miley Cyrus                             | 7. Mai 2010   |
| 7 Things                                                  | Miley Cyrus                             | 7. Mai 2010   |
| Money (That’s What I Want)                                | Barrett Strong                          | 7. Mai 2010   |
| Let It Whip                                               | Dazz Band                               | 7. Mai 2010   |
| What Becomes of the Brokenhearted                         | Jimmy Ruffin                            | 7. Mai 2010   |
| Ain’t Nobody (Remix)                                      | Rufus and Chaka Khan                    | 14. Mai 2010  |
| The Gambler                                               | Kenny Rogers                            | 14. Mai 2010  |
| Wouldn’t It Be Good                                       | Nik Kershaw                             | 14. Mai 2010  |
| La La La                                                  | LMFAO                                   | 14. Mai 2010  |
| I Can’t Wait                                              | Nu Shooz                                | 21. Mai 2010  |
| How’s It Going to Be                                      | Third Eye Blind                         | 21. Mai 2010  |
| Energy                                                    | Keri Hilson                             | 21. Mai 2010  |
| Ladies of the World                                       | Flight Of The Conchords                 | 21. Mai 2010  |
| Don’t Go Breaking My Heart                                | Elton John feat. Kiki Dee               | 28. Mai 2010  |
| Your Song                                                 | Elton John                              | 28. Mai 2010  |
| Crocodile Rock                                            | Elton John                              | 28. Mai 2010  |
| Misery Business                                           | Paramore                                | 28. Mai 2010  |
| Dancing in the Street                                     | Martha Reeves & The Vandellas           | 4. Juni 2010  |
| Shotgun                                                   | Jr. Walker & The All Stars              | 4. Juni 2010  |
| My Guy                                                    | Mary Wells                              | 4. Juni 2010  |
| Fireflies                                                 | Owl City                                | 4. Juni 2010  |
| Picture of You                                            | Boyzone                                 | 11. Juni 2010 |
| 1, 2, 3, 4                                                | Plain White T’s                         | 11. Juni 2010 |
| Some Guys Have All the Luck                               | Rod Stewart                             | 11. Juni 2010 |
| Stuck With You                                            | Huey Lewis & the News                   | 11. Juni 2010 |
| Meet Me on the Equinox                                    | Death Cab for Cutie                     | 18. Juni 2010 |
| I’ve Never Been to Me                                     | Charlene                                | 18. Juni 2010 |
| Dirty Little Secret                                       | The All-American Rejects                | 18. Juni 2010 |
| Here Without You                                          | 3 Doors Down                            | 25. Juni 2010 |
| It’s Not My Time                                          | 3 Doors Down                            | 25. Juni 2010 |
| When I’m Gone                                             | 3 Doors Down                            | 25. Juni 2010 |
| Lost!                                                     | Coldplay                                | 25. Juni 2010 |
| Do You Love Me                                            | The Contours                            | 2. Juli 2010  |
| The Way You Do the Things You Do                          | The Temptations                         | 2. Juli 2010  |
| Please Mr. Postman                                        | The Marvelettes                         | 2. Juli 2010  |
| Photograph                                                | Nickelback                              | 2. Juli 2010  |
| (Love Is Like A) Heat Wave                                | Martha Reeves & The Vandellas           | 9. Juli 2010  |
| Build Me Up Buttercup                                     | The Foundations                         | 9. Juli 2010  |
| Blue Jean                                                 | David Bowie                             | 9. Juli 2010  |
| The Reason                                                | Hoobastank                              | 9. Juli 2010  |
| Back On The Chain Gang                                    | The Pretenders                          | 16. Juli 2010 |
| Locomotion                                                | Orchestral Manoeuvres in the Dark       | 16. Juli 2010 |
| Get Down on It                                            | Kool & the Gang                         | 16. Juli 2010 |
| One Week                                                  | Barenaked Ladies                        | 16. Juli 2010 |
| If You’re Not the One                                     | Daniel Bedingfield                      | 23. Juli 2010 |
| Kingston Town                                             | UB40                                    | 23. Juli 2010 |
| Respectable                                               | Mel & Kim                               | 23. Juli 2010 |
| If I Could Turn Back Time                                 | Cher                                    | 23. Juli 2010 |
| Hit Me with Your Best Shot                                | Pat Benatar                             | 30. Juli 2010 |
| We Belong                                                 | Pat Benatar                             | 30. Juli 2010 |
| Whatcha Say                                               | Jason Derülo                            | 30. Juli 2010 |
| Fire and Ice                                              | Pat Benatar                             | 2. Aug. 2010  |
| Replay                                                    | Iyaz                                    | 6. Aug. 2010  |
| Hard to Say I’m Sorry                                     | Chicago                                 | 6. Aug. 2010  |
| Love Changes Everything                                   | Michael Ball                            | 13. Aug. 2010 |
| All I Ask of You                                          | Cliff Richard & Sarah Brightman         | 13. Aug. 2010 |
| Memory                                                    | Elaine Paige                            | 13. Aug. 2010 |
| Hold On                                                   | Wilson Phillips                         | 20. Aug. 2010 |
| Kiss from a Rose                                          | Seal                                    | 20. Aug. 2010 |
| Workin’ for a Livin’                                      | Huey Lewis & the News                   | 27. Aug. 2010 |
| Hip to Be Square                                          | Huey Lewis & the News                   | 27. Aug. 2010 |
| If This Is It                                             | Huey Lewis & the News                   | 27. Aug. 2010 |
| The Heart of Rock & Roll                                  | Huey Lewis & the News                   | 27. Aug. 2010 |
| Bad Day                                                   | Daniel Powter                           | 3. Sep. 2010  |
| Donuts, Go Nuts!                                          | Matt "Chainsaw" Chaney                  | 3. Sep. 2010  |
| Break Your Heart                                          | Taio Cruz feat. Ludacris                | 3. Sep. 2010  |
| Don’t Cry for Me Argentina                                | Elaine Paige                            | 10. Sep. 2010 |
| Any Dream Will Do                                         | Donny Osmond                            | 10. Sep. 2010 |
| The Phantom of the Opera                                  | Sarah Brightman & Steve Harley          | 10. Sep. 2010 |
| Looking for a New Love                                    | Jody Watley                             | 17. Sep. 2010 |
| Losing My Religion                                        | R.E.M.                                  | 17. Sep. 2010 |
| Everything                                                | Michael Bublé                           | 24. Sep. 2010 |
| Home                                                      | Michael Bublé                           | 24. Sep. 2010 |
| Haven’t Met You Yet                                       | Michael Bublé                           | 24. Sep. 2010 |
| I Will Possess Your Heart                                 | Death Cab for Cutie                     | 24. Sep. 2010 |
| 1973                                                      | James Blunt                             | 1. Okt. 2010  |
| Shining Light                                             | Ash                                     | 1. Okt. 2010  |
| Airplanes                                                 | B.o.B feat. Hayley Williams of Paramore | 1. Okt. 2010  |
| Secrets                                                   | OneRepublic                             | 8. Okt. 2010  |
| From Yesterday                                            | 30 Seconds to Mars                      | 8. Okt. 2010  |
| Nasty                                                     | Janet Jackson                           | 8. Okt. 2010  |
| Smile                                                     | Lily Allen                              | 15. Okt. 2010 |
| Eternity                                                  | Robbie Williams                         | 15. Okt. 2010 |
| You Were Meant for Me                                     | Jewel                                   | 15. Okt. 2010 |
| I Don’t Wanna Live Without Your Love                      | Chicago                                 | 22. Okt. 2010 |
| Gotta Be Somebody                                         | Nickelback                              | 22. Okt. 2010 |
| One Time                                                  | Justin Bieber                           | 29. Okt. 2010 |
| One Less Lonely Girl                                      | Justin Bieber                           | 29. Okt. 2010 |
| Welcome to the Black Parade                               | My Chemical Romance                     | 29. Okt. 2010 |
| Things Can Only Get Better                                | Howard Jones                            | 5. Nov. 2010  |
| In a Big Country                                          | Big Country                             | 5. Nov. 2010  |
| Crush                                                     | Jennifer Paige                          | 12. Nov. 2010 |
| Casanova                                                  | LeVert                                  | 12. Nov. 2010 |
| Mull of Kintyre                                           | Wings                                   | 19. Nov. 2010 |
| Thong Song                                                | Sisqó                                   | 19. Nov. 2010 |
| Step into Christmas                                       | Elton John                              | 19. Nov. 2010 |
| Hard Habit to Break                                       | Chicago                                 | 26. Nov. 2010 |
| Bad Romance                                               | Lady Gaga                               | 26. Nov. 2010 |
| Let It Snow! Let It Snow! Let It Snow!                    | Dean Martin                             | 26. Nov. 2010 |
| I Need Love                                               | LL Cool J                               | 3. Dez. 2010  |
| Don’t Forget                                              | Demi Lovato                             | 3. Dez. 2010  |
| Mama Do (Uh Oh, Uh Oh)                                    | Pixie Lott                              | 3. Dez. 2010  |
| My Prerogative                                            | Bobby Brown                             | 10. Dez. 2010 |
| Simply Irresistible                                       | Robert Palmer                           | 10. Dez. 2010 |
| Lonely No More                                            | Rob Thomas                              | 17. Dez. 2010 |
| This Is How We Do It                                      | Montell Jordan                          | 17. Dez. 2010 |
| The Lovecats                                              | The Cure                                | 17. Dez. 2010 |
| Heartbreaker                                              | Pat Benatar                             | 24. Dez. 2010 |
| Ladies’ Night                                             | Kool & the Gang                         | 24. Dez. 2010 |
| Love Is a Battlefield                                     | Pat Benatar                             | 24. Dez. 2010 |
| Seven Nation Army                                         | The White Stripes                       | 31. Dez. 2010 |
| Te Amo                                                    | Rihanna                                 | 31. Dez. 2010 |
| It’s the End of the World as We Know It (And I Feel Fine) | R.E.M.                                  | 31. Dez. 2010 |
| Sail On                                                   | The Commodores                          | 7. Jan. 2011  |
| Nothin' on You                                            | B.o.B feat. Bruno Mars                  | 7. Jan. 2011  |
| Our House                                                 | Madness                                 | 14. Jan. 2011 |
| Happy Ending                                              | Mika                                    | 14. Jan. 2011 |
| Falling Down                                              | Selena Gomez & the Scene                | 21. Jan. 2011 |
| Informer                                                  | Snow                                    | 21. Jan. 2011 |
| Don’t Get Me Wrong                                        | The Pretenders                          | 28. Jan. 2011 |
| Stand                                                     | R.E.M.                                  | 28. Jan. 2011 |
| Bette Davis Eyes                                          | Kim Carnes                              | 4. Feb. 2011  |
| Super Freak                                               | Rick James                              | 4. Feb. 2011  |
| Video Killed the Radio Star                               | The Buggles                             | 4. Feb. 2011  |
| Whip It                                                   | Devo                                    | 4. Feb. 2011  |
| Celebration                                               | Kool & the Gang                         | 11. Feb. 2011 |
| Tainted Love                                              | Soft Cell                               | 11. Feb. 2011 |
| Centerfold                                                | J. Geils Band                           | 11. Feb. 2011 |
| Mickey                                                    | Toni Basil                              | 11. Feb. 2011 |
| Hot n Cold                                                | Katy Perry                              | 18. Feb. 2011 |
| Thinking of You                                           | Katy Perry                              | 18. Feb. 2011 |
| Waking Up in Vegas                                        | Katy Perry                              | 18. Feb. 2011 |
| Do You Really Want to Hurt Me                             | Culture Club                            | 18. Feb. 2011 |
| Right Now (Na Na Na)                                      | Akon                                    | 18. Feb. 2011 |
| Just What I Needed                                        | The Cars                                | 18. Feb. 2011 |
| You Might Think                                           | The Cars                                | 18. Feb. 2011 |
| Rio                                                       | Duran Duran                             | 18. Feb. 2011 |
| Roxanne                                                   | The Police                              | 18. Feb. 2011 |
| Walking on Sunshine                                       | Katrina and the Waves                   | 18. Feb. 2011 |
| Bad Reputation                                            | Joan Jett and The Blackhearts           | 25. Feb. 2011 |
| Come On Eileen                                            | Dexys Midnight Runners                  | 25. Feb. 2011 |
| The Look of Love                                          | ABC                                     | 25. Feb. 2011 |
| Let’s Dance                                               | David Bowie                             | 25. Feb. 2011 |
| Don’t You Want Me                                         | Human League                            | 25. Feb. 2011 |

Stand: 25. Februar 2011